# 東部州 (ザンビア)
東部州(とうぶしゅう、英語：Eastern Province)は、ザンビア東部の州。
州都はチパタ。
2016年の人口は186万1500人、面積は5万1476km2、人口密度は36.2人/km2。
ザンビアの人口の11.7%、面積の6.8%を占める。
人口は南部州に次いで4番目に多いが、面積はルアプラ州に次いで4番目に小さい。
ルアングワ川が東のマラウィとの国境を成す。

## 隣接州
- 北：ムチンガ州
- 北東：北部州
- 東：中部州
- 南：テテ州
- 南西：ルサカ州
- 西：中央州[1]

## 人口
- 1964年：48万人
- 1969年：51万人[2]
- 1980年8月25日：61万5543人
- 1990年8月20日：94万9521人
- 2000年10月20日：123万1283人
- 2010年10月16日：159万2661人
- 2016年7月1日：186万1500人[3]

## 2010年国勢調査
- 男性78万4680人⇔女性80万7981人(性比：97.1)
- 最大民族：チェワ族(39.7%)
- 言語話者率：ベンバ語(60%)[4]、チェワ語(34.6%)[5]
- 識字率：54.4%(全国では70.2%で、東部州は最低)
- 都市化率：12.58%
- 平均初婚年齢：20.1歳[6]
- 平均世帯人数：5.2人(男性家主：5.5人、女性家主：4.3人)[7]
- 有権者率：60.3%[8]
- 失業率：8.8%
- 貧困率：6.6%
- 完全出生率：6.3
- 普通出生率：38.0
- 一般受胎年齢女性1000人当たり出生率：168
- 総再生産率：2.6
- 純再生産率：1.8[9]
- 労働力人口率：58.7%
- 男性労働率：67.4%
- 女性労働率：50.7%
- 労働力人口増加率：1.8%/年[10]
- アルビノ人口：3225人(0.2%)[11]
- 平均寿命：46歳(全国：51歳)[12]

## 経済
農業が盛んで、農地面積は38万7273haで全国の20.41%、農業生産高は79万9026tで全国の19.61%を占める。
特に向日葵は2万4053tを生産し、全国の70.2%を占める。

## 空港
- チパタ空港（英語版）
- ムフウェ空港（英語版）[15][16]

## 歴史

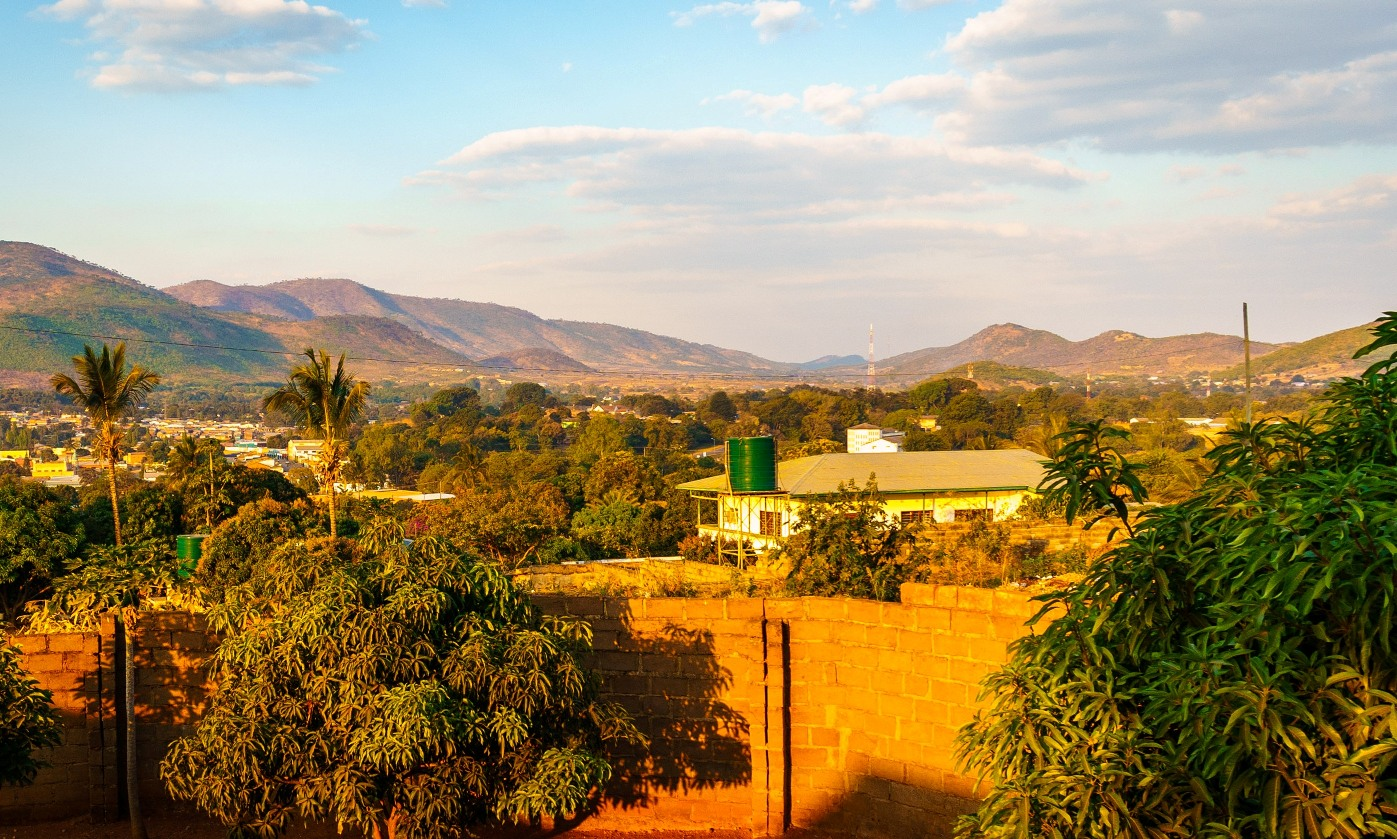
州都チパタ

チェワ人がカロンガ・ガワ・ウンディ王の元で、マラウィの中部州やモザンビークのテテ州に広がる帝国を築いた。
1954年～1957年、帝国の10代目の王に当たるカロンガ・ガワ・ウンディ10世が、大英帝国の統治を補助した。
1964年、ザンビアがイギリスから独立した。
州内のインフラや農業は整備されたが、銅の価格の下落によって成長は止まった。
1968年、マラウィのヘイスティングズ・カムズ・バンダ初代大統領が、東部州の領有権を主張した。
これに対し、ザンビアのケネス・カウンダ初代大統領は、「領土を要求するならザンビアに対して戦争を仕掛ければ良い」と答えた。
また、領有権の主張を撤回するまでは、2国間の貿易を行わないと宣言した。
マラウィの領土拡張運動はこうして終わった。

## 気候
| 東部州の気候           | 東部州の気候 | 東部州の気候 | 東部州の気候 | 東部州の気候 | 東部州の気候 | 東部州の気候 | 東部州の気候 | 東部州の気候 | 東部州の気候 | 東部州の気候 | 東部州の気候 | 東部州の気候 | 東部州の気候 |
| 月                     | 1月          | 2月          | 3月          | 4月          | 5月          | 6月          | 7月          | 8月          | 9月          | 10月         | 11月         | 12月         | 年           |
| ---------------------- | ------------ | ------------ | ------------ | ------------ | ------------ | ------------ | ------------ | ------------ | ------------ | ------------ | ------------ | ------------ | ------------ |
| 最高気温記録 °C （°F） | 27.8 (82)    | 28 (82)      | 28.3 (82.9)  | 28.3 (82.9)  | 27.6 (81.7)  | 26.1 (79)    | 26.1 (79)    | 27.4 (81.3)  | 30.7 (87.3)  | 31.4 (88.5)  | 30.9 (87.6)  | 28.8 (83.8)  | 31.4 (88.5)  |
| 平均最低気温 °C （°F） | 18.2 (64.8)  | 17.9 (64.2)  | 17.4 (63.3)  | 16 (61)      | 13.6 (56.5)  | 11 (52)      | 10.6 (51.1)  | 12.7 (54.9)  | 17 (63)      | 18.7 (65.7)  | 19.1 (66.4)  | 18.7 (65.7)  | 10.6 (51.1)  |
| 降水量 mm （inch）     | 21 (0.83)    | 16 (0.63)    | 14 (0.55)    | 6 (0.24)     | 1 (0.04)     | 0 (0)        | 0 (0)        | 0 (0)        | 0 (0)        | 2 (0.08)     | 8 (0.31)     | 18 (0.71)    | 86 (3.39)    |
| 出典：                 |              |              |              |              |              |              |              |              |              |              |              |              |              |

## 国立公園

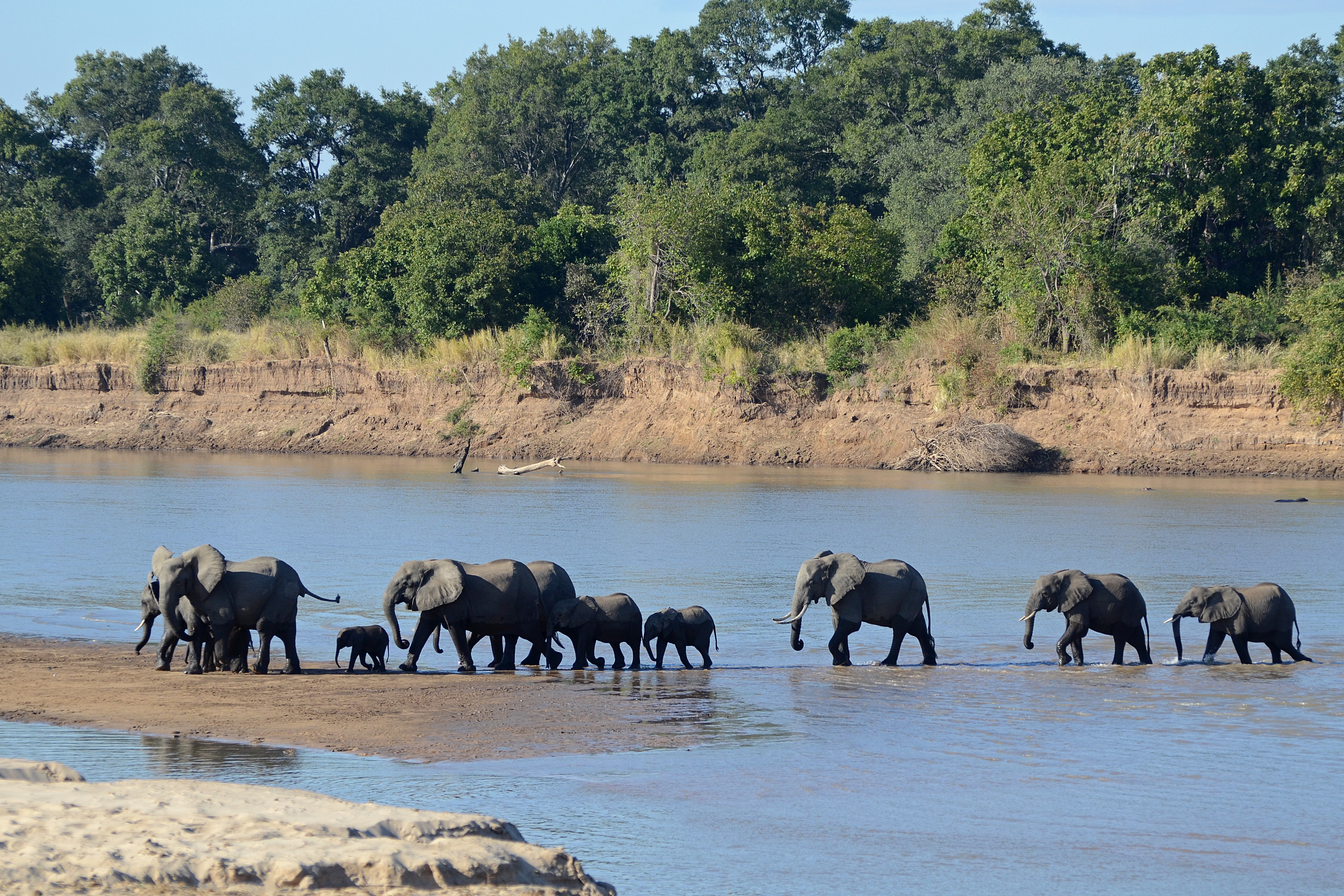
南ルアングワ国立公園の象

- 南ルアングワ国立公園（英語版）
- 北ルアングワ国立公園（英語版）
- ルアンベ国立公園（英語版）
- ルクスジ国立公園（英語版）[21]

## 文化
- チパタ地区で2月にンゴニ人が行うンクワラ祭[18][22]
- カテテ地区で8月にチェワ人が行うクランバ祭：ザンビア、マラウィ、モザンビークのチェワ人が集まり、カロンガ・ガワ・ウンディ王を祀る。15世紀から続いている[23][24]。
- ルンダジ地区で8月にトゥンブカ人が行うクロンガ祭
- マンブウェ地区で10月にクンダ人が行うマライラ祭
- ルンダジ地区で10月にトゥンブカ人が行うゼンガニ祭
- ペタウケ地区で10月にンセンガ人が行うトゥウィンバ祭[25]

## 行政区画

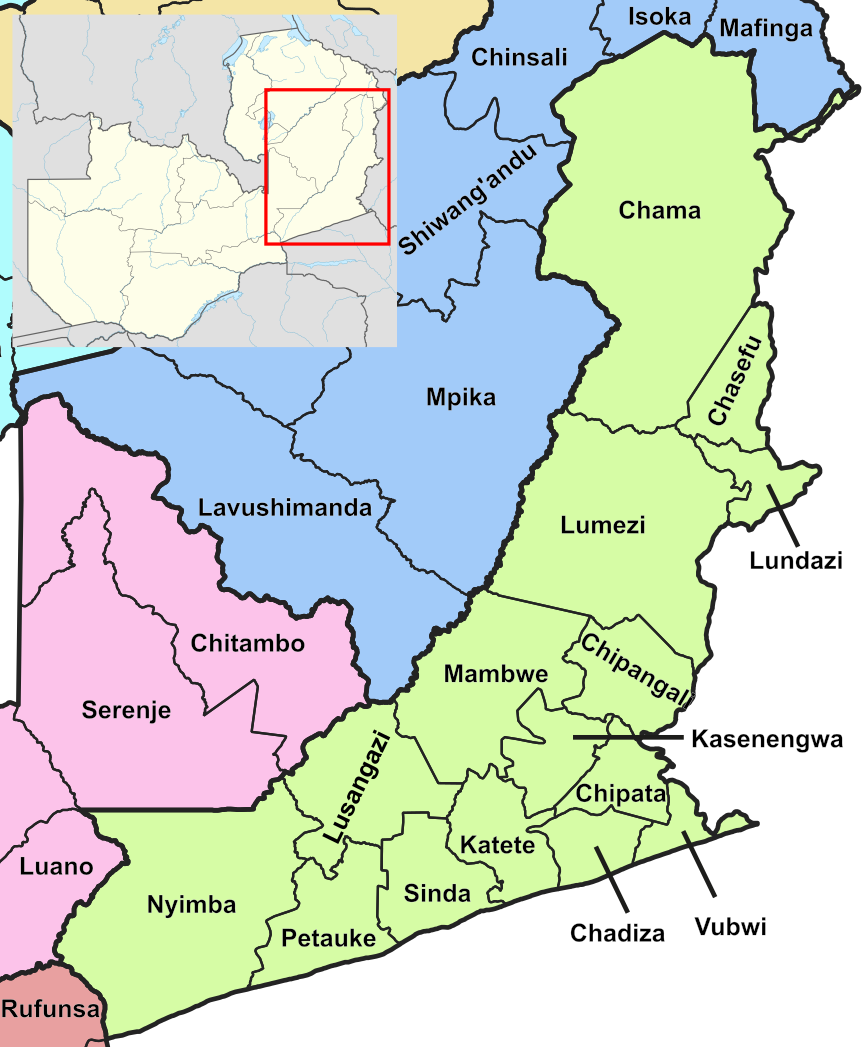
行政区画地図

以下の15地区から成る。
- カテテ地区（英語版）
- シンダ地区（英語版）
- チャディザ地区（英語版）
- チパタ地区（英語版）
- ニンバ地区（英語版）
- ヴブウィ地区（英語版）
- ペタウケ地区（英語版）
- マンブウェ地区（英語版）
- ルンダジ地区（英語版）[26][27]

2011年にチャマ地区が新設されたムチンガ州に割譲された。

## 医療
2005年には州内の1000人中447人がマラリアに感染した。
2010年には9338人がAIDSで亡くなった。

## 主要都市
人口は全て2010年の値。
- チパタ：11万6627人(州都)
- ペタウケ（英語版）：2万9728人
- カテテ（英語版）：2万1459人
- ルンダジ（英語版）：1万5902人